# Condado de Ohio (Kentucky)
El condado de Ohio (en inglés: Ohio County), fundado en 1799, es uno de 120 condados del estado estadounidense de Kentucky. En el año 2000, el condado tenía una población de 22,916 habitantes y una densidad poblacional de 15 personas por km². La sede del condado es Hartford. El nombre del condado tiene su origen en honor al río Ohio.

## Geografía
Según la Oficina del Censo, el condado tiene un área total de 1546 km² (596,9 mi²), de la cual 1538 km² (593,8 mi²) es tierra y 8 km² (3,1 mi²) (0.49%) es agua.

### Condados adyacentes
- Condado de Hancock (norte)
- Condado de Breckinridge (noreste)
- Condado de Grayson (este)
- Condado de Butler (sureste)
- Condado de Muhlenberg (suroeste)
- Condado de McLean (oeste)
- Condado de Daviess (noroeste)

## Demografía
Según la Oficina del Censo en 2000, los ingresos medios por hogar en el condado eran de $29,557, y los ingresos medios por familia eran $34,970. Los hombres tenían unos ingresos medios de $29,778 frente a los $19,233 para las mujeres. La renta per cápita para el condado era de $15,317. Alrededor del 17.30% de la población estaban por debajo del umbral de pobreza.

## Localidades
- Baizetown
- Beaver Dam
- Centertown
- Cool Springs
- Cromwell
- Dundee
- Echols
- Fordsville
- Hartford
- Magan
- Horse Branch
- McHenry
- Pleasant Ridge
- Prentiss
- Rockport
- Rosine